# Кришансар
Кришансар (хинди कृशनसर; англ. Krishansar) — горное озеро в округе Гандербал союзной территории Джамму и Кашмир, Индия. Расположено в 200 метрах от озера Вишансар. Площадь — 0,321 км². Высота — 3783 метра.
Озеро даёт начало реке Ниилум. Питание Кришансара происходит преимущественно за счёт таяния ледников.

## Этимология и география
Кришансар на санскрите и кашмири означает озеро Кришны.
Является естественной средой обитания форели, преимущественно бурой. Зимой оно замерзает и становится неприступным из-за сильных снегопадов. За озером возвышаются горы, в которых находится перевал Гадсар, ведущий к одноимённому озеру.

## Доступность
Кришансар расположено в 115 километрах к северо-востоку от города Сринагар. До него можно добраться из аэропорта, преодолев 80 километров по дороге NH 1D до деревни Шиткади. Далее необходимо преодолеть путь длиной 35 километров до самого озера, пересекая горный перевал Ничнай, имеющий высоту порядка 4100 метров над уровнем моря. Озеро Гадсар находится примерно в 9 километрах в северо-западном направлении. Лучшее время для посещения озера — период с июня по сентябрь.